# Pseudocheirus peregrinus
Pseudocheirus peregrinus е вид бозайник от семейство Pseudocheiridae.

## Разпространение
Видът е разпространен в Австралия.